# Sébastien Turgot
Sébastien Turgot (Limoges, 11 aprile 1984) è un ex ciclista su strada ed ex pistard francese, professionista dal 2008 al 2016.

## Palmarès

### Pista
- 2008

Campionati francesi, Americana (con Damien Gaudin)

### Strada
- 2007

Classifica generale Tre Giorni di Vaucluse
4ª tappa Tour de Bretagne
- 2008

1ª tappa Tour Ivoirien de la Paix
- 2010

2ª tappa Driedaagse De Panne - Koksijde
- 2011

Prologo Boucles de la Mayenne

#### Altri successi
- 2007

Classifica giovani Tre Giorni di Vaucluse

## Piazzamenti

### Grandi Giri
- Tour de France

2010: 113º
2011: 120º
- Vuelta a España

2014: 154º

### Classiche monumento
- Milano-Sanremo

2008: ritirato
2009: ritirato
2010: 109º
2013: 15º
- Giro delle Fiandre

2009: ritirato
2010: 79º
2011: 81º
2012: 26º
2013: 8º
2014: 50º
2015: ritirato
2016: ritirato
- Parigi-Roubaix

2008: ritirato
2009: fuori tempo
2010: ritirato
2011: 34º
2012: 2º
2013: 10º
2014: 14º
2015: 119º
2016: ritirato